# Le Chauchet
Le Chauchet è un comune francese di 108 abitanti situato nel dipartimento della Creuse nella regione della Nuova Aquitania.

## Società

### Evoluzione demografica
Abitanti censiti